# Johanna Vergouwen

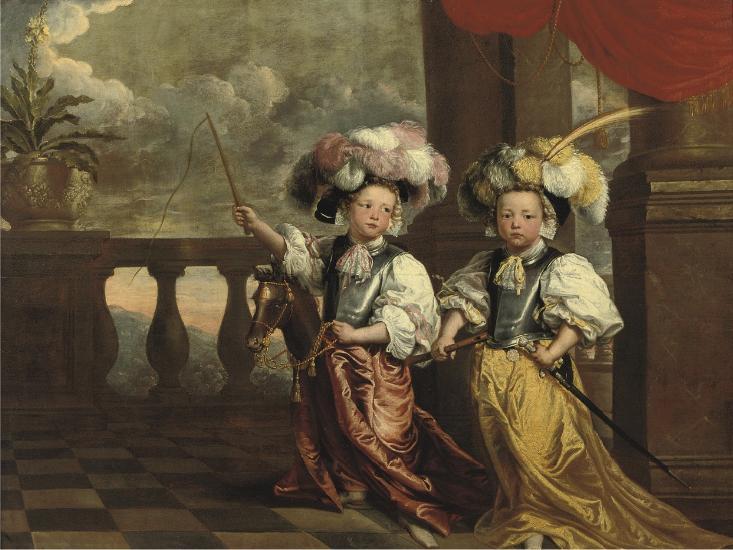
Zwei Jungs als Reiter verkleidet, 1668, Privatsammlung.

Johanna Vergouwen (oder Jeanne Vergouwen) (* 1630 in Antwerpen; † 11. März 1714, ebenda) war eine flämische Malerin.
Johanna Vergouwen war eine Enkelin des Malers Pierre Vergouwen († 1631) und Tochter des Malers Louis Vergouwen (gestorben 1659) und dessen Frau Maaike Verwerff, Tochter des Malers Hans Verwerff. Ihre Schwester Maria war verheiratet mit Michiel Immenreat.
Sie war Schülerin von Balthazar van den Bossche und Lucas van Uden. Sie war als Malerin, Kopistin und Kunsthändlerin tätig.

## Werke
- Porträt der Zwillinge mit kleinen hölzernen Pferde[2] Öl auf Leinwand, 1668, Christie’s, Amsterdam, 6. Mai 2008, 120 250 €, n° 180 (ausverkauft)
- Kopie eines Bildes von Van Dyck, Samson und Delila, 1673, Mexiko-Stadt, Museo Nacional de San Carlo.
- Porträt eines Bildhauers, Paris, 14. Juni 1954 (ausverkauft)